# Phytobia ruandensis
Phytobia ruandensis är en tvåvingeart som beskrevs av Spencer 1959. Phytobia ruandensis ingår i släktet Phytobia och familjen minerarflugor.
Artens utbredningsområde är Rwanda. Inga underarter finns listade i Catalogue of Life.